# Progarypus oxydactylus
Espèce
Synonymes
- Olpium oxydactylum Balzan, 1887

Progarypus oxydactylus est une espèce de pseudoscorpions de la famille des Hesperolpiidae.

## Distribution
Cette espèce est endémique du Paraguay.

## Systématique et taxinomie
Cette espèce a été décrite sous le protonyme Olpium oxydactylum par Balzan en 1887. Elle est placée dans le genre Progarypus par Beier en 1931.

## Publication originale
- Balzan, 1887 : Chernetidae nonnullae Sud-Americanae, II. Asuncion.